# Kazimierz Pułaski (moneta kolekcjonerska 100 złotych)
Kazimierz Pułaski – moneta kolekcjonerska, wybita w srebrze, o nominale 100 zł, wyemitowana przez Narodowy Bank Polski 25 lutego 1976, zarządzeniem z dnia 22 stycznia 1976 r. Z formalnego punktu widzenia, przestała być prawnym środkiem płatniczym z dniem denominacji z 1 stycznia 1995 roku, rozporządzeniem prezesa Narodowego Banku Polskiego z dnia 18 listopada 1994 (Monitor Polski nr 61 poz 541).
Moneta była bita w ramach serii tematycznej Wielcy Polacy.

## Awers
W centralnym punkcie umieszczono godło – orła bez korony, poniżej napis „ZŁ 100 ZŁ”, po obu strona orła rok emisji 1976, pod łapą orła znak mennicy w Warszawie, dookoła napis „POLSKA RZECZPOSPOLITA LUDOWA”.

## Rewers
Na tej stronie monety znajduje się lewy profil Kazimierza Pułaskiego, na górze napis „KAZIMIERZ PUŁASKI”, na dole napis „1747 – 1779”, a u dołu po prawej stronie, obok szyi, monogram projektantki.

## Nakład
Monetę wybito w Mennicy Państwowej w Warszawie, stemplem lustrzanym, w srebrze próby 625, na krążku o średnicy 32 mm, masie 16,5 grama, z rantem gładkim, w nakładzie 100 334 sztuk, według projektu Stanisławy Wątróbskiej.

## Opis
Moneta została wprowadzona do obiegu, razem ze stuzłotówką kolekcjonerską Tadeusz Kościuszko.

## Powiązane monety
Z identycznym rysunkiem rewersu Narodowy Bank Polski wyemitował monetę kolekcjonerską w złocie Au900, o nominale 500 złotych, średnicy 32 mm, masie 29,95 grama, z rantem gładkim.

## Wersje próbne
Monetę wybito również w serii monet próbnych w niklu, w nakładzie 500 sztuk, z wypukłym napisem PRÓBA oraz w wersji próbnej technologicznej w srebrze w nakładzie 20 sztuk.
W serii monet próbnych niklowych i jednocześnie w jako moneta próbna kolekcjonerska w srebrze, wybity został również konkurencyjny projekt stuzłotówki z Kazimierzem Pułaskim z półprofilu, autorstwa: Stanisławy Wątróbskiej (awers) i Wojciecha Czerwosza (rewers) w nakładach, odpowiednio, 500 i 3000 sztuk.